# Un pobre hombre
Un pobre hombre é uma telenovela mexicana, produzida pela Televisa e exibida em 1967 pelo Telesistema Mexicano.

## Elenco
- Lucha Altamirano
- Héctor Andremar
- Emily Cranz
- Juan Antonio Edwards